# Врисак 2
Врисак 2 (енгл. Scream 2) амерички је слешер филм из 1997. године, редитеља Веса Крејвена и писца Кевина Вилијамсона. Главне улоге играју Дејвид Аркет, Нев Кембел, Кортни Кокс, Сара Мишел Гелар, Џејми Кенеди, Лори Меткалф, Џери О'Конел, Елиз Нил, Тимоти Олифант, Џејда Пинкет и Лијев Шрајбер. Филм је издат 12. децембра 1997. године, мање од годину дана након првог, дистрибутера Dimension Films-а, као други део у филмској серији Врисак. Прате га три наставка, Врисак 3 (2000), Врисак 4 (2011) и пети филм, који је почео са снимањем у септембру 2020. године. Врисак 2 дешава се две године након првог филма и поново прати лика Сидни Прескот (Кембел) и друге преживеле из Вудсбора, на измишљеном колеџу Виндзор у Охају, који постаје мета убице који представља копију Гостфејса.
Као и свој претходник, Врисак 2 комбинује насиље слешер жанра са елементима комедије, сатире и мистерије „худанит” док сатира клише филмских наставака.
Виллиамсон је на аукцији свог оригиналног сценарија дао списак од пет страница за наставак филма Врисак, надајући се да ће понуђаче придобити потенцијалном куповином франшизе. Након успешног пробног приказивања филма Врисак и финансијског и критичког успеха филма, Dimension је наставио са наставком док је Врисак још био у биоскопима, а главни глумци су се вратили као своје улоге, Крејвен као редитељ, а Белтрами за пружање музике.
Филм је претрпио контроверзе након својих значајних проблема са процуривањем информација о заплету на интернету, откривајући идентитет убица. У комбинацији са ужурбаним распоредом филма, сценарио се често преправљао; странице су понекад завршаване на дан снимања. Упркос овим проблемима, Врисак 2 је на биоскопским благајнама зарадио 172,4 милиона америчких долара, само 683.362 долара мање од филма Врисак, и добио је позитивне критике критичара, а неки су тврдили да је премашио квалитет у односу на оригинал.
Белтрами је добио позитиван критички пријем своје музике за еволуцију музичких тема ликова насталих у франшизи Врисак, иако су неки критичари тврдили да су најупечатљивија дела из филма створили композитори Дани Елфман и Ханс Цимер. Елфманов допринос је посебно написан за филм, али је Џимерова музика за филм Сломљена стрела контроверзно коришћена у филму, замењујући Белтрамијево дело. Саундтрек филма постигао је умерен продајни успех, достигавши 50. место на лествици Billboard 200.

## Радња
Старији студенти колеџа Виндзор, Морин Еванс и Фил Стивенс, присуствују кратком прегледу филма Убод, темељеном на догађајима у масакру у Вудсбору. Током пројекције, Фил иде у тоалет и где га убија Гостфејс. Гостфејс одлази на пројекцију и седа поред Морин, која мисли да је Филм покушава уплашити пре него што пронађе крв на његовој јакни. Гостфејс је кобно убада, што публика погрешно сматра публицитетом док Морин не падне мртва пред филмско платно.
Следећег дана, медији, укључујући локалну новинарку Деби Солт, долазе на колеџ Виндзор, где Сидни Прескот студира заједно са својом најбољом пријатељицом, Хали Макданијел, њеним новим дечком Дереком Фелдманом, колегом који је преживео Вудсборо, Ранди Микс и Дереков најбољи пријатељ, Мики Алтијери. Још двоје преживелих из Вудсбора стижу у кампус: полицајац Дјуи Ридли да понуди Сидни заштиту и репортерка Гејл Ведерс да прати случај. Гејл покушава да изведе сукоб између Сидни и Котона Верија, који покушава да стекне славу ослобађањем због убиства Сиднине мајке, Морин Прескот. Након што Гејл насилно суочи Сидни са Котоном, Сидни љутито удара Гејл.
Касније те вечери, Сидни и Хали присуствују забави у сестринској кући. У оближњој сестринској кући, Гостфејс убија студенткињу Сиси Купер. Након што сви оду са забаве, Гостфејс се појављује и напада Сидни, али Дерек интервенише. Гостфејс повређује Дерека, али бежи кад стигне полиција. Касније, након што је схватила да је Сиси право име Кејси, Гејл смишља теорију да је нови Гостфејс циља на студенте који имају иста имена као жртве убиства у Вудсбору, док Ранди објашњава Дјуију правила наставака хорор филмова и смишља теорију да је убица вероватно неко кога Сидни познаје. Гејл, Дјуи и Ранди разговарају на травњаку кампуса када Гостфејс позове, наговештавајући да их посматра. Гејл и Дјуи одлучују да га потраже док Ранди разговара с њим телефоном. Док Гејл и Дјуи разгледају кампус, Гостфејс увлачи Рандија у Гејлин комби и убија га. Како пада ноћ, Дјуи и Гејл прегледају траку о Гостфејсу који је убио Рандија. Убица их напада, убадајући Дјуија док Гејл бежи. Два полицајца возе Сидни и Хали до локалне полицијске станице, али их Гостфејс убија. У борби која је уследила, Гостфејс је онесвешћен, али убрзо оживљава и убија Хали, натеравши Сидни да побегне.
Назад у кампусу, Сидни проналази Дерека у гледалишту везаног за крст. Сидни почиње да га одвезује кад стигне Гостфејс. Убица се открива да је Мики и упуца Дерека, убивши га. Мики каже Сидни да намерава да је убије и дозволи себи да буде ухапшен како би могао да криви насиље у филмовима за убиства на свом суђењу. Затим представља свог саучесника Деби Солт, коју Сидни препознаје као гђу Лумис, мајку Билија Лумиса, која се жели осветити Сидни због убиства њеног сина. Мики објашњава да је гђа Лумис платила Микијеву школарину у замену за његова убиства. Гђа Лумис тада издаје Микија и упуца га. Пре него што се Мики сруши, он пуца у Гејл, због чега је она пала са сцене. Сидни и гђа Лумис се свађају, све док се Котон не умеша и гђа Лумис не држи нож до Сидиног грла. У замену за интервју са Дајаном Сојер, Котон упуца гђу Лумис у врат. Док расправљају о томе да ли је гђа Лумис мртва, откривају да је Гејл још жива. Мики се изненада поново појављује, када га истовремено пуцију Гејл и Сидни. Сидни се окреће према гђи Лумис и пуца јој у главу како би се уверила да је мртва.
Када полиција стигне следећег јутра, откривено је да је Дјуи још увек жив, а Гејл се попне у кола хитне помоћи с њим, уместо да искористи прилику извештава о убиствима, показујући да јој је више стало до Дјуија него до новинарства. Сидни упућује новинаре да постављају питања Котону, награђујући га славом коју је јурио, скидајући пажњу са себе док напушта универзитетски кампус.

## Улога
- Дејвид Аркет као Дјуи Рајли
- Нев Кембел као Сидни Прескот
- Кортни Кокс као Гејл Ведерс
- Сара Мишел Гелар као Сиси Купер
- Џејми Кенеди као Ранди Микс
- Лори Меткалф као Деби Солт / гђа Лумис
- Елиз Нил као Хали Макданијел
- Џери О'Конел као Дерек Фелдман
- Тимоти Олифант Мики Алтијери
- Џејда Пинкет као Морин Еванс
- Лијев Шрајбер као Котон Вери
- Луис Аркет као шериф Хартли
- Двејн Мартин као Џоел Џоунс
- Ребека Гејхарт као Лоис
- Порша де Роси као Марфи
- Омар Епс као Фил Стивенс
- Тори Спелинг као она и Сидни Прескот (лик у филму у универзуму, Убод)
- Лук Вилсон као Били Лумис (лик у филму у универзуму, Убод)
- Хедер Грејам као Кејси Бекер (лик у филму у универзуму, Убод)
- Роџер Џексон као глас Гостфејса